# Jiménez del Teul
Jiménez del Teul è una municipalità dello stato di Zacatecas, nel Messico centrale, il cui capoluogo è la omonima località.
Conta 4.584 abitanti (2010) e ha una estensione di 1.199,58 km².
La prima parte del nome della località è dedicata a José Mariano Jiménez, eroe della guerra d'indipendenza del Messico, mentre la seconda ricorda i Teules, antica popolazione indigena della zona.